# Rue Léon-Giraud
La rue Léon-Giraud est une voie du 19e arrondissement de Paris, en France.

## Situation et accès
La rue Léon-Giraud est une voie publique située dans le 19e arrondissement de Paris. Elle débute au 144, rue de Crimée et se termine au 19, rue de l'Ourcq.

## Origine du nom

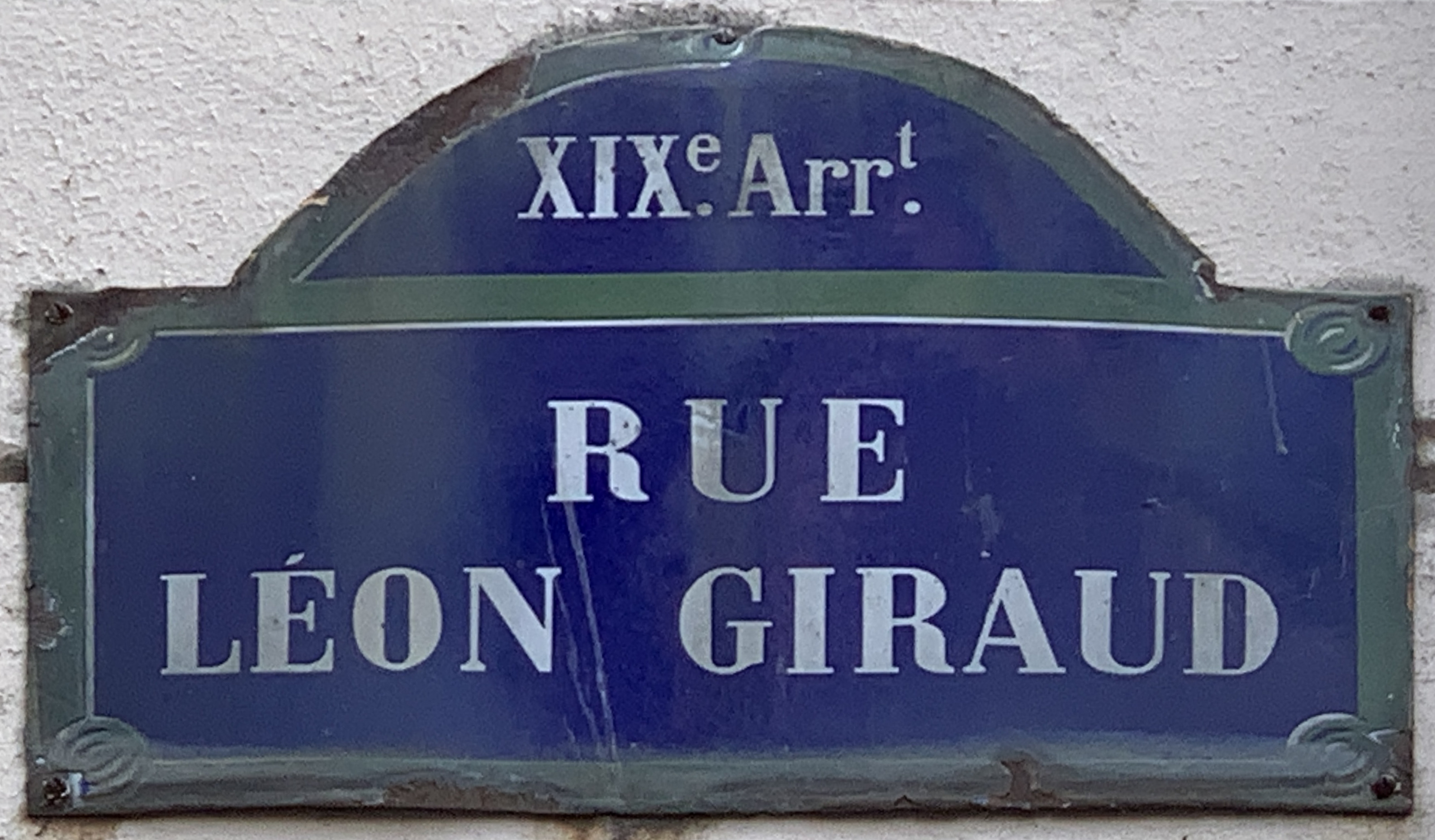
Plaque de la rue.

La rue tire son nom de celui d'un ancien  propriétaire local.

## Historique
Cette voie, ouverte en 1875, qui formait autrefois une partie du « passage de Thionville », a porté le nom de « passage du Syndicat » avant de prendre sa dénomination actuelle. 
Elle est classée dans la voirie parisienne par un arrêté du 14 janvier 1933.